# Миноносцы типа V-47
Миноносцы типа V-47 — тип эскадренных миноносцев (по официальной классификации — больших миноносцев), состоявший на вооружении Военно-морского флота Германии в период Первой мировой войны. Корабли строились по мобилизационной программе 1914 года. Всего было построено 2 миноносца этого типа.

## Энергетическая установка
На кораблях типа в качестве ГЭУ была установлена паротурбинная ЭУ мощностью 25 200 л. с., состоящая из 2 турбин, 1 военно-морского нефтяного котла и 2 военно-морских двухсторонних нефтяных котлов. Максимальные запасы топлива на эсминцах типа составляли 338 тонн нефти.

## Вооружение
Миноносцы вооружались 3х1 88-мм орудиями. Во второй половине 1916 года эсминцы были перевооружены на скорострельные орудия калибра 105 мм. Торпедное вооружение эсминцев состояло из 6 500-мм торпедных аппаратов, минное вооружение — из 24 мин заграждения.

## Список миноносцев типа
| Название | Дата закладки | Дата спуска на воду | Дата вступления в состав флота | Примечания |
| -------- | ------------- | ------------------- | ------------------------------ | ---------- |
| V-47     | 1914          | 10 июня 1915        | 20 ноября 1915                 |            |
| V-48     | 1914          | 6 августа 1915      | 10 декабря 1915                |            |